# 横田幸子 (卓球選手)
横田 幸子（よこた さちこ、1952年5月19日 - ）は、栃木県宇都宮市出身の卓球選手。現在国際卓球連盟の女性ワーキンググループ、アジア卓球連合理事を務めている。

## 来歴
1971年の関東学生新人卓球選手権大会シングルス、ダブルスで優勝、全日本卓球選手権大会で1972年、1974年女子シングルス優勝、1975年中央大学を卒業、1975年の第33回世界卓球選手権女子ダブルスでは大関行江とのペアで銅メダル、1977年の第34回世界卓球選手権混合ダブルスで田阪登紀夫とのペアで銀メダルを獲得した。
現役引退後、スウェーデン人ジャーナリストと結婚した彼女は15年間をスウェーデンで過ごし、その頃には日本卓球協会の国際委員（ヨーロッパ担当）を務め、1993年に帰国し日本卓球協会事務局長に就任した。その後も国際卓球連盟、日本卓球協会の要職を歴任。
1993年9月1日に日本卓球協会初の女性事務局長に就任したが、これは日本体育協会傘下団体では日本アイスホッケー連盟の指方幸子に次いで2人目のことであった。
また1995年には卓球界からは荻村伊知朗に次いで共同通信の「スポーツ随想」に執筆した2人目の人物となった。
1996年に行われた第4回地球ユース卓球選手権大会（会長:石川六郎）では事務局長を務めた。
2002年、木村興治日本卓球協会専務理事直轄の国際委員会委員長に就任した。